# Трефонти (Гросето)
Трефонти је насеље у Италији у округу Гросето, региону Тоскана.
Према процени из 2011. у насељу је живело 13 становника. Насеље се налази на надморској висини од 746 м.